# Kungweapalis
Kungweapalis (Apalis argentea) är en fågel i familjen cistikolor inom ordningen tättingar.

## Utbredning och systematik
Fågeln förekommer från östra Demokratiska republiken Kongo till Rwanda, Burundi och västra Tanzania. Tidigare betraktades den som en underart till beigestrupig apalis (A. rufogularis) och vissa gör det fortfarande.

## Status
IUCN kategoriserar den som livskraftig.

## Namn
Kungwe är namnet på en bergstopp i Mahalebergen i västra Tanzania.